# Gerry Leonard
Gerry Leonard (* um 1962 in Dublin) ist ein irischer Studiogitarrist.
Leonard arbeitete in einem Dubliner Aufnahmestudio (wo er u. a. ein Demotape der sechzehnjährigen Sinéad O’Connor aufnahm) und studierte dann fünf Jahre klassische Gitarre. 1989 ging er nach Kopenhagen, wo er mit dem Keyboarder und Bassisten Donal Coghlan die Band Hinterland gründete. Die Band nahm ein Album auf (Kissing the Roof of Heaven) und tourte durch Irland, Großbritannien, Deutschland und die Schweiz.
Leonard ging dann nach New York City, wo er u. a. mit David Bowie, Duncan Sheik, Suzanne Vega, Laurie Anderson, Jonatha Brooke, Cyndi Lauper, Donna Lewis, Sophie B. Hawkins und Chris Botti aufnahm.
Von 1996 bis 1998 arbeitete er an seinem ersten Soloprojekt Spooky Ghost. Daneben trat er im Trio mit Jay Bellerose und Paul Bryan auf. 2002 erschien sein zweites Album The Light Machine. 2006 arbeitete er an Alben mit der irischen Singer-Songwriterin Susan McKeown und mit Pamela Sue Mann.

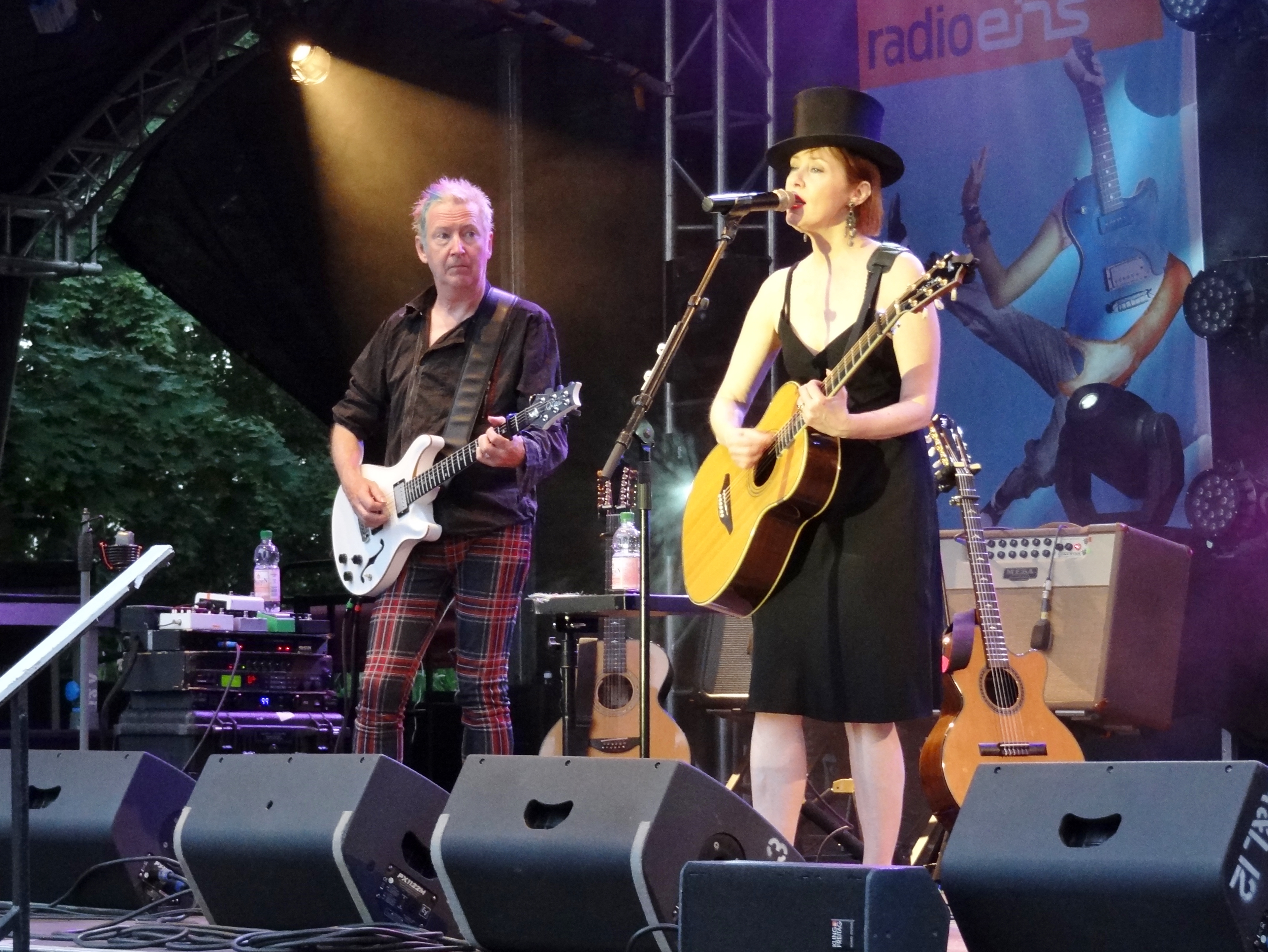
Gerry Leonard mit Suzanne Vega („Inselleuchten“ 2016 in Marienwerder)

In den 2010er Jahren tourte Leonard oft mit Suzanne Vega. Er produzierte ihr 2014 erschienenes Album Tale from the Realm of the Queen of Pentacles und ihr im Oktober 2016 erschienenes Album Lover, Beloved: Songs From An Evening With Carson McCullers.